# العمر الطبقي القياسي العالمي
| طبقات الصخور في علم تاريخ طبقات الأرض | التغطية الزمنية في التاريخ الجيولوجي | ملاحظات في الوحدات الزمنية الجيولوجية            |
| ------------------------------------- | ------------------------------------ | ------------------------------------------------ |
| طبقة دهر (Eonothem)                   | دهر (Eon)                            | المجموع 4، وتقدر بنصف مليار سنة أو أكثر          |
| طبقة حقبة (Erathem)                   | حقبة (Era)                           | المحددة: 10، وتقدر بعدة مئات من ملايين السنين    |
| نظام (System)                         | عصر (Period)                         | المحددة: 22، وتقدر بعشرة إلى حوالي مئة مليون سنة |
| نسق (Series)                          | فترة (Epoch)                         | المحددة: 34، وتقدر بعشرة ملايين سنة              |
| مرحلة (Stage)                         | حين (Age)                            | المحددة: 99، وتقدر بملايين السنين                |
| نطاق زمني (Chronozone)                | زمن (Chron)                          | تقسيم فرعي للحين ولا تستخدم في مقياس ICS الزمني  |

في فرع علم طبقات الأرض من الجيولوجيا، يعتبر العمر الطبقي القياسي العالمي (بالإنجليزية: Global Standard Stratigraphic Age)‏ المختصر (GSSA)، نقطة مرجعية زمنية ومعيارًا في السجل الجيولوجي يستخدم لتحديد الحدود (نقطة مرجعية معتمدة دوليًا) بين العصور الجيولوجية المختلفة أو الفترات أو الأحيان لمجمل المقياس الزمني الجيولوجي في الطبقة الصخرية المفيدة من الناحية الطبقية الزمنية. لقد كان هناك سعي عالمي مستمر لتخصصات متعدد منذ عام 1974 لتحديد مثل هذه المقاييس المهمة. يجب أن تكون النقاط والطبقات منتشرة وتحتوي على تسلسل مميز من الطبقات أو سمات أخرى واضحة (قابلة للتحديد أو للقياس).